# Eva Perón (filme)
Eva Perón é um filme de drama biográfico argentino de 1996 dirigido por Juan Carlos Desanzo. 
Foi selecionado como representante da Argentina à edição do Oscar 1997, organizada pela Academia de Artes e Ciências Cinematográficas.

## Elenco
- Esther Goris (Eva Perón)
- Víctor Laplace (Juan Domingo Perón)
- Cristina Banegas (Juana Ibarguren, mãe de Evita)
- Pepe Novoa (Gral. Franklin Lucero)
- Irma Córdoba (Mercedes Ortiz de Achával Junco)
- Lorenzo Quinteros (Gral. Eduardo Lonardi)
- Tony Vilas (Gral. Edelmiro Farrell)
- Jorge Petraglia (Bispo)
- Enrique Liporace (Raúl Apold)
- Tony Lestingi (Alejandro Achával Junco)
- Leandro Regúnaga (José Espejo)
- Fernando Sureda (Armando Cabo)